# Cream (песня)
| Оценки критиков | Оценки критиков |
| Источник        | Оценка          |
| --------------- | --------------- |
| AllMusic        | [ 1 ]           |

«Cream» — песня Принса и его аккомпанирующей группы The New Power Generation. Была выпущена как сингл в 1991 году. Включена в вышедший чуть позже в том же году альбом Diamonds and Pearls (то есть это был лид-сингл с этого альбома).
В США песня провела 2 недели на 1 месте чарта Billboard Hot 100 (в ноябре 1991 года). Сингл в ней в стране был сертифицирован золотым по продажам.
В Великобритании попала в первую двадцатку  — достигла 16 места.

## История создания
По словам самого Принса, он написал эту песню, стоя перед зеркалом.

## Список композиций
| №  | Название     | Длительность |
| -- | ------------ | ------------ |
| 1. | «Cream»      | 4:12         |
| 2. | «Horny Pony» | 4:17         |

| №  | Название        | Длительность |
| -- | --------------- | ------------ |
| 1. | «Cream»         | 4:12         |
| 2. | «Horny Pony»    | 4:17         |
| 3. | «Gangster Glam» | 5:06         |

| №  | Название                                 | Credits | Длительность |
| -- | ---------------------------------------- | --- | ------------ |
| 1. | «Cream» (album version)                  | | 4:12         |
| 2. | «Cream» (N.P.G. Mix)                     | | 4:52         |
| 3. | «Things Have Gotta Change» (Tony M. Rap) | | 3:57         |
| 4. | «2 the Wire» (Creamy Instrumental)       | | 3:13         |
| 5. | «Get Some Solo»                          | | 1:31         |
| 6. | «Do Your Dance» (KC's Remix)             | Special guest vocal by Jevetta Steele; mixed and co-produced by Keith "KC" Cohen; Assisted by Dave Aron and Eric Anset at Larrabee West | 5:58         |
| 7. | «Housebangers»                           | Additional production and Mix by Junior Vasquez; keyboard programming by Joseph Moskowitz; Remix engineer: Curt Frasca                  | 4:23         |
| 8. | «Q in Doubt» (instrumental)              | Edits by Dave Friedlander | 4:00         |
| 9. | «Ethereal Mix»                           | Edits by Dave Friedlander | 4:43         |

## Чарты

### Недельные чарты
| Чарт (1991)                              | Наив. поз. |
| ---------------------------------------- | ---------- |
| Австралия (ARIA)                         | 2          |
| Австрия (Ö3 Austria Top 40)              | 4          |
| Франция (SNEP)                           | 5          |
| Нидерланды (Dutch Top 40)                | 7          |
| Новая Зеландия (RIANZ)                   | 5          |
| Норвегия (VG-lista)                      | 3          |
| Швеция (Sverigetopplistan)               | 6          |
| Швейцария (Schweizer Hitparade)          | 3          |
| Великобритания (Official Charts Company) | 15         |
| США (Billboard Hot 100)                  | 1          |

### Итоговые чарты за год
| Чарт (1991)             | Наив. поз. |
| ----------------------- | ---------- |
| США (Billboard Hot 100) | 66         |